# لوک بل (موسیقی‌دان)
لوک بل (انگلیسی: Luke Bell; ۲۷ ژانویهٔ ۱۹۹۰ – ح. ۲۹ اوت ۲۰۲۲) خواننده-ترانه‌پرداز، و موسیقی‌دان سبک کانتری اهل ایالات متحده آمریکا بود. وی بین سال‌های ۲۰۱۲ تا ۲۰۲۲ میلادی فعالیت می‌کرد.